# Pharyngodictyon magnifili
Pharyngodictyon magnifili är en sjöpungsart som beskrevs av Monniot 1991. Pharyngodictyon magnifili ingår i släktet Pharyngodictyon och familjen klumpsjöpungar. Inga underarter finns listade i Catalogue of Life.